# Осоговська Планина
Осого́вська Плани́на (Осогово) — гірський хребет на Балканському півострові, розташований на території Болгарії та Республіки Північна Македонія.
Хребет простягнувся майже на 50 км з північного сходу (території Болгарії) на південний захід (територія Республіки Північна Македонія). На півночі та заході відмежований долиною річки Крива, на північному сході долиною річки Бистриця, на сході — долиною річки Струма, на півдні з хребта починаються річки Єлешниця, Камениця, Чорна, Біла, Велика та Злетовська. На вододілі річок Єлешниця та Камениця, що на південному сході, Осоговська Планина переходить в хребет Осоговія.
Найвища точка хребта — гора Руен, що знаходиться на кордоні двох держав, яка має висоту 2252 м. Окрім цього гірський масив має ще 2 вершини з висотою понад 2 км — Царев-Врх (2084 м) у Республіці Північна Македонія та Човека (2046 м) у Болгарії.